# Les Coleman
Leslie Bruce (Les) Coleman (Kirk Ella, 6 mei 1945 – 17 januari 2013) was een kunstenaar, beeldhouwer, auteur, een aforist en neo-dadaïst. 
Coleman volgde zijn opleiding aan de Leeds College of Art en was een leerling van Patrick Hughes. Zijn werk kenmerkt zich doordat het eerder een glimlach oproept dan een diepzinnige bespiegeling over het werk. Kortstondig maakte Coleman deel uit van de door Robin Page opgerichte Jape Art-beweging. 
- Bibliothèque nationale de France: cb148831102 (data)
- Gemeinsame Normdatei: 14098352X
- International Standard Name Identifier: 0000 0001 1500 036X
- Library of Congress Control Number: nb2005000399
- Nationale Bibliotheek van Tsjechië: pna2017947037
- Nederlandse Thesaurus van Auteursnamen: 370548388
- Système universitaire de documentation: 18812845X
- Virtual International Authority File: 164727871
- WorldCat: E39PBJfGYjVq8dGFWQ6g4CMtrq